# Nachtigaller Shoal
Der Nachtigaller Shoal oder Nachtigaller Hill ist ein unterseeischer Berg im Erebus-und-Terror-Golf, einer Bucht des Weddell-Meers. Er befindet sich etwa 65 km südöstlich der Spitze der Antarktischen Halbinsel.
Der Berg steht auf dem antarktischen Kontinentalschelf, der hier 350 m unter dem Meeresspiegelniveau liegt. Sein Fuß ist in 350 m Tiefe etwa 15 km lang und 9,5 km breit. Nachtigaller Shoal besitzt ein 15,4 km² großes Plateau von 6,9 km Länge und 2,7 km Breite, das zwischen 20 und 50 m unter dem Meeresspiegel liegt.

## Namensgebung

Fahrtaufzeichnung der Nachtigaller Shoal durch die Polarstern

Die Untiefe wurde im Februar 2013 von Bord des Forschungsschiffs Polarstern erkundet. An ihrer flachsten Stelle lag die Formation nur 16 Meter unter dem Meeresspiegel und damit knapp fünf Meter unter dem Kiel der Polarstern. Da die Nachtigaller Shoal bis zu diesem Zeitpunkt noch nicht kartiert war, wurde sie recht notdürftig umfahren. Die Form der Fahrtaufzeichnung erinnerte die Forscher an die Silhouette der Figur Prof. Dr. Abdul Nachtigaller aus Walter Moers’ Roman Die 13½ Leben des Käpt’n Blaubär, weswegen die Formation als Nachtigaller Hill bezeichnet wurde. Bei der offiziellen Benennung durch ein GEBCO-Komitee entschied man sich aber für die Bezeichnung Nachtigaller Shoal. Ausschlaggebend war, dass der nur knapp unter der Meeresoberfläche liegende Unterwasserberg eine Gefahr für die Schifffahrt darstellt und deshalb als Untiefe (Shoal) eingeordnet wurde.